# Ochthebius indicus
Ochthebius indicus es una especie de escarabajo del género Ochthebius, familia Hydraenidae. Fue descrita científicamente por Ienistea en 1988.
Se distribuye por Nepal. Mide 1,6 milímetros de longitud. Se ha encontrado a altitudes de hasta 850 metros.